# Willy Vandersteen

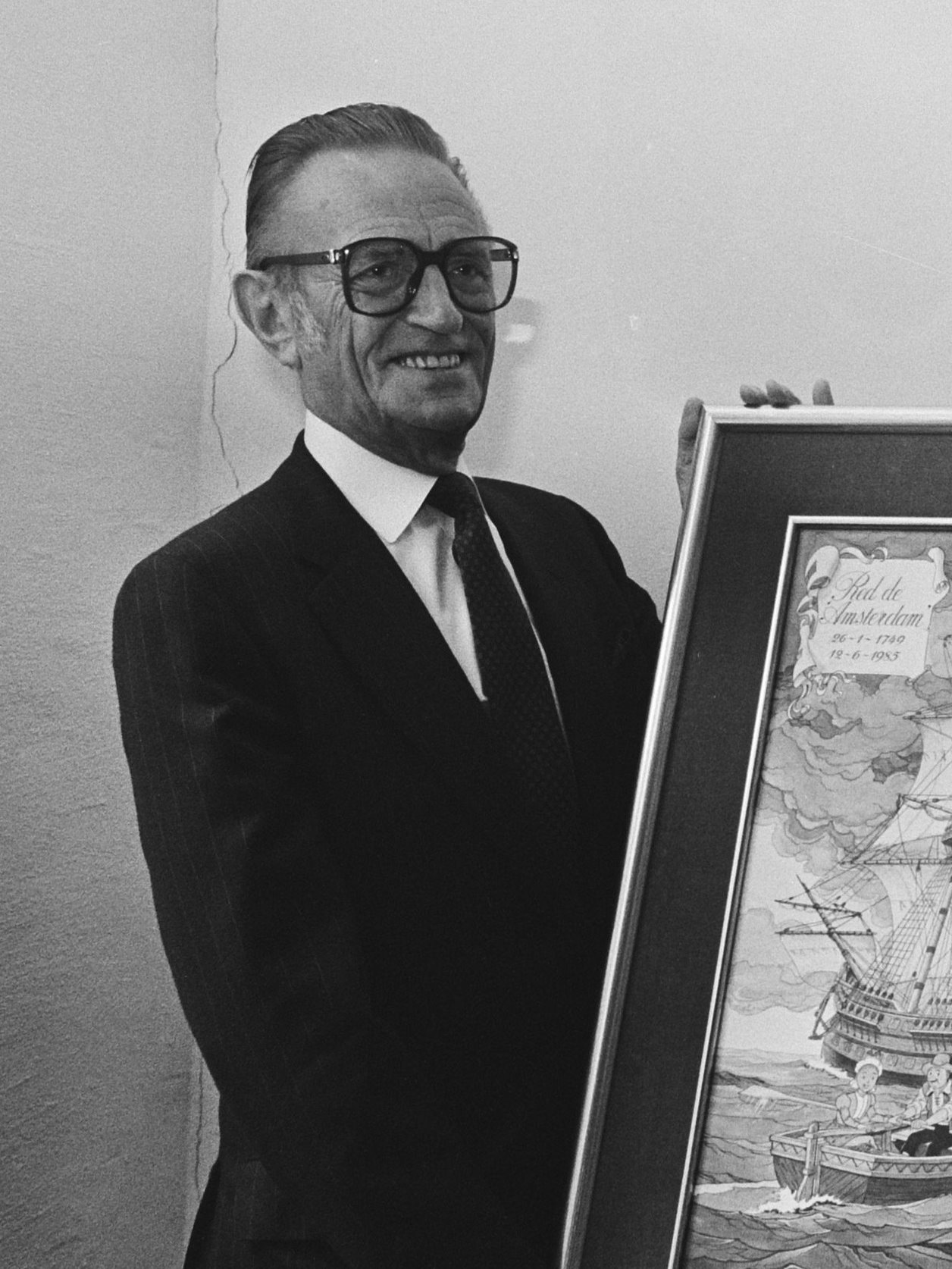
Vandersteen (1985)

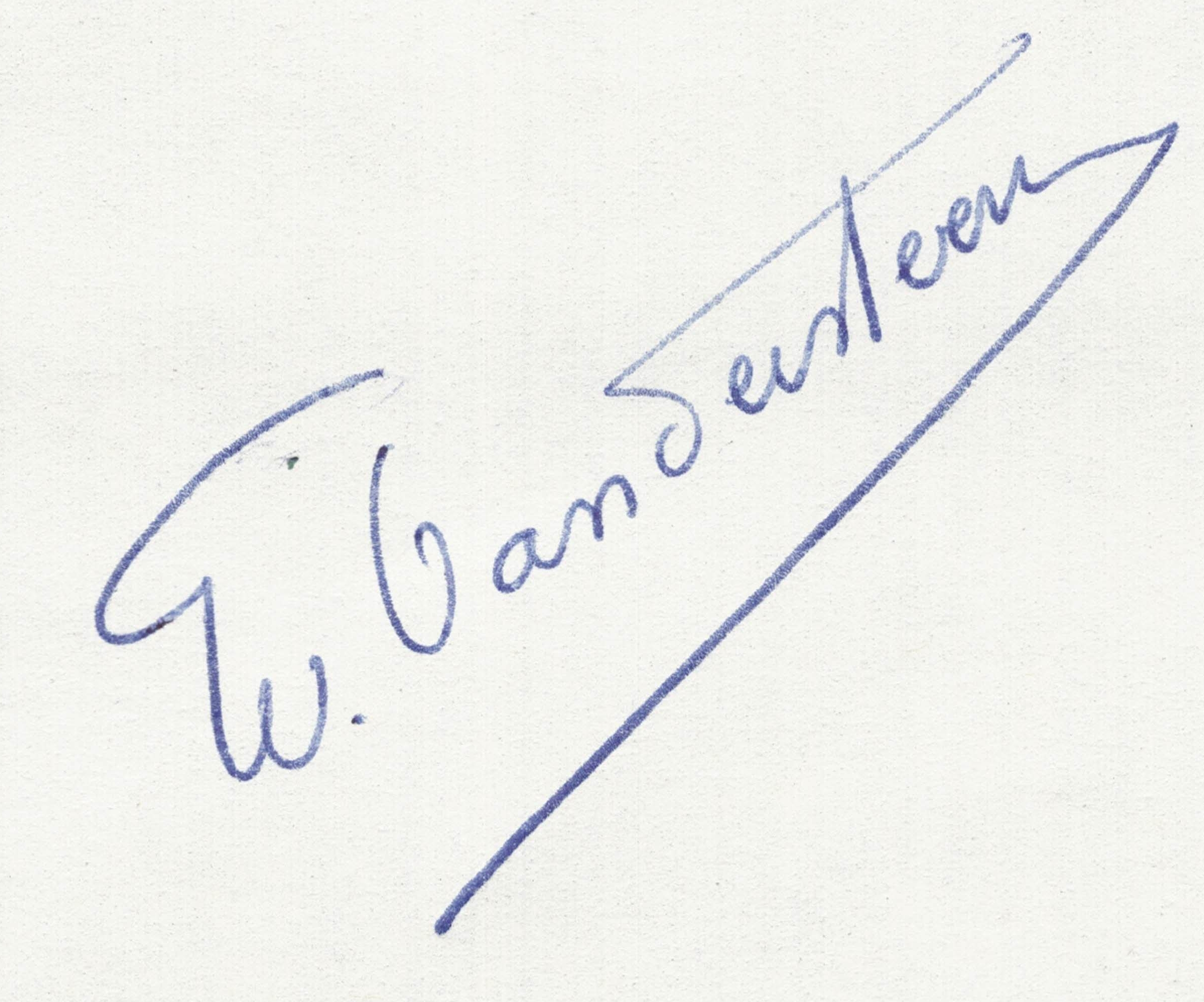
Signatur Vandersteen 1968

Willebrord Jan Frans Maria Vandersteen (* 15. Februar 1913 in Antwerpen; † 28. August 1990) war der Verfasser verschiedener erfolgreicher Comic-Serien, insbesondere von Suske en Wiske (dt. Suske und Wiske).

## Leben und Wirken
Willy Vandersteen besuchte von 1928 bis 1935 die Akademie der Schönen Künste in Antwerpen, wo er die Fächer Bildhauerei und Ornamentkunst belegte. Gleichzeitig war er in der Pfadfinderbewegung aktiv, wo er unter dem Fahrtennamen »Schlauer Fuchs« zum Privatgebrauch viele Zeichnungen und Comics anfertigte, darunter eine Fortsetzung zu Hergés Totor. Ab 1936 arbeitete er als Schaufenster-Dekorateur.
1940 kreierte Vandersteen für das Kaufhaus A l'ínnovation den Comicstrip Kitty Inno, der in dem hausinternen Blatt Entre nous erschien. Die Hauptfigur dieses humoristischen Strips ist Verkäuferin bei À l’innovation. Ab 1941 publizierte Vandersteen auch in der Tageszeitung De Dag. Es entstanden Strips wie Tor, de holbewoner, Pudifar und Barabitje. 1942 trat Vandersteen eine Stelle als Illustrator beim Presse- und Propagandadienst der Landwirtschafts- und Nahrungskorporation in Brüssel an. Im selben Jahr fertigte er außerdem Illustrationen unter dem Pseudonym »Kaproen« für das Buch Zóó zag Brussel de Dietsche Militanten (etwa: So sah Brüssel die deutsche Armee) an. In diesem Buch wurde der Aufmarsch der deutschen Armee im Juli 1942 in Brüssel mit Texten von Bert Peleman im Sinne der Nationalsozialisten propagandistisch aufbereitet.
1943 zeichnete Vandersteen für das Wochenblatt Bravo die Serie Simbat de zeerover. Im selben Jahr erschien zudem mit Piwo, het houten paard das erste Comicalbum Vandersteens. 1944 und 1946 folgten zwei weitere Alben mit Piwo.

### Suske und Wiske

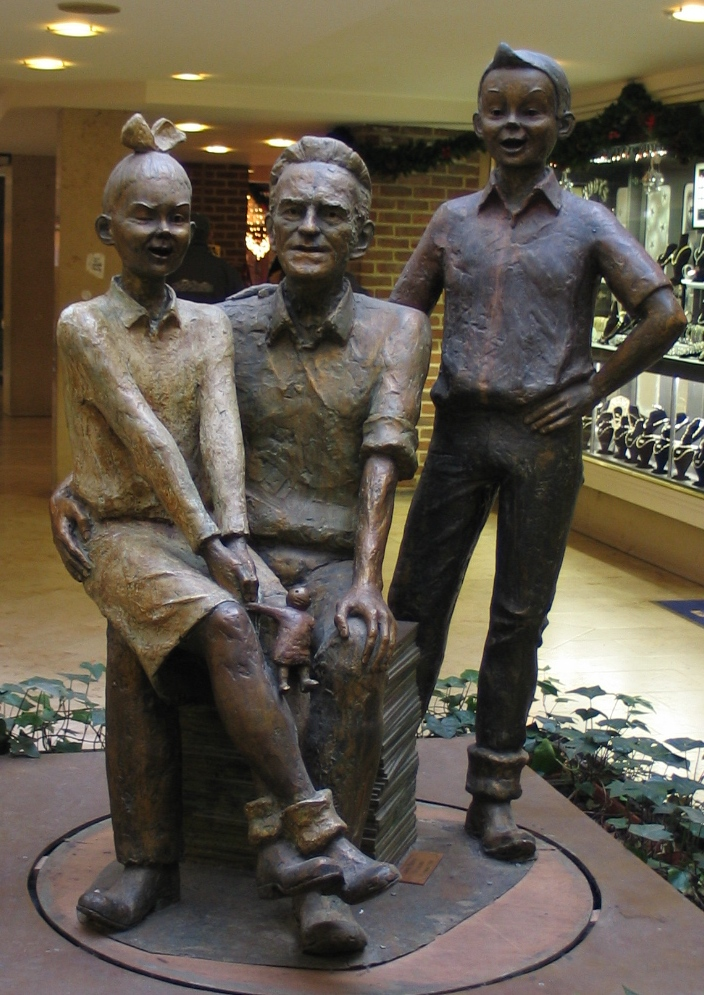
Statue von Willy Vandersteen mit Suske und Wiske in Hasselt

Am 30. März 1945 erschien in der Tageszeitung De Nieuwe Standaard die erste Folge der Geschichte De avonturen van Rikki en Wiske. Die Hauptfiguren waren Bruder (Rikki) und Schwester (Wiske). Ebenfalls mit dabei waren Wiskes Puppe Schanulleke und die Tante der beiden: Sidonie. Im Mittelpunkt der Geschichte steht der »Raketenpanzer«, die Erfindung eines zerstreuten Ingenieurs, dessen Aufgabe es ist, Kriege schneller zu beenden, damit schneller neue begonnen werden können.
Bereits in der zweiten Geschichte mit dem Titel Op het eiland Amoras, die ab dem 19. Dezember 1945 publiziert wurde, lernte Wiske den Jungen Suske kennen. Beide waren ab diesem Zeitpunkt unzertrennlich. Rikki verschwand aus der Serie und tauchte erst 2003 wieder auf. Ebenfalls ab der zweiten Episode war Professor Barabas mit dabei. Lambik, eine weitere Hauptfigur der Serie, hatte in der dritten Story De sprietatoom ihren ersten Auftritt. Jerom (dt.: Wastl) kam 1952 in der Geschichte De dolle musketiers dazu.
1948 trat Karel Van Milleghem, der Chefredakteur von Kuifje, der flämischen Version von Tintin, an Vandersteen heran und bot ihm an, wöchentlich eine Suske und Wiske-Seite für Kuifje zu zeichnen. Vandersteen nahm das Angebot an, weil er die Chance sah, so seine Serie auch einem französischsprachigen Publikum bekannt zu machen. Bis 1958 entstanden so acht albenlange Geschichten, die später in der sogenannten »Blauen Reihe« als Alben nachgedruckt wurden.
In der sogenannten »Roten Reihe« wurden demgegenüber die Geschichten nachgedruckt, die zuvor in den Zeitungen veröffentlicht worden waren. Bis Ende 1971 zeichnete Vandersteen hier etwas über 70 Geschichten, bevor er die Serie an seinen Mitarbeiter Paul Geerts übergab.

### Familie Snoek und andere Gagserien
Ab Ende 1945 zeichnete Vandersteen nach Szenarien von Wim Goderis die Gagserie De familie Snoek. Jede Woche erschien von dieser Serie eine Seite mit einem abgeschlossenen Gag in der Zeitung. Bis Anfang 1954 kamen so 404 Seiten zusammen, von denen der überwiegende Teil in elf Alben gesammelt wurde. Die Serie erzählt von den alltäglichen Erlebnissen der titelgebenden Familie, die aus dem Vater Leonard, der Mutter Marie, der Teenager-Tochter Gaby und dem Kind Sloeber besteht. Treibende Kraft für die Gags ist meistens die Tollpatschigkeit des Vaters.
1965 wurde die Serie von Vandersteen wiederbelebt und erschien zunächst in der Kinderzeitschrift Pats und später in der Fernsehillustrierten TV-Ekspres. Bei den Zeichnungen wurde Vandersteen von Eduard De Rop und Eugeen Goossens unterstützt. 1972 wurde De familie Snoek dann erneut beendet. Das neue Material wurde in sieben weiteren Alben gesammelt.
Weitere Gagserien, die Vandersteen im Laufe der Jahrzehnte zeichnete, waren unter anderem De vrolijke bengels (ab 1946), De grappen van Lambik (ab 1949),  't Prinske (ab 1953) und Het plezante circus (ab 1954). De vrolijke bengels erzählt von den Streichen der Kinder Poliet (Erfinder), Patatje (Fresssack), Pontius und Pilatus (Zwillinge, die in Reimen sprechen) und Vlooike (das einzige Mädchen). Im März 1950 wurde diese Kindergruppe durch Suske und Wiske abgelöst. Der Serientitel De vrolijke bengels blieb aber erhalten. Im April 1953 kam die ursprüngliche Gruppierung zurück. De grappen van Lambik schildert die Missgeschicke von Lambik, einer der Hauptfiguren aus Suske en Wiske.

### Bessy und andere realistische Serien
Inspiriert durch die Lassie-Filme entwickelte Vandersteen 1952 die Colliehündin Bessy als Hauptfigur einer gleichnamigen Serie. Ort der Handlung sollte der Wilde Westen sein. Die Zeitung De Standaard lehnte die Veröffentlichung der neuen Serie jedoch ab, da sie bereits Suske en Wiske und De familie Snoek publizierte. Daher erschien Bessy zunächst in französischer Sprache in der Tageszeitung La Libre Belgique. Erst ein knappes Jahr später übernahm auch mit Ons Volk eine flämische Zeitschrift die Serie. Mitarbeiter an Bessy war Karel Verschuere.
Ebenfalls im Wilden Westen spielt sich die Serie Karl May (deutsch bei Wick Comics) ab, die Vandersteen ab 1962 gestaltete. Im Mittelalter ist demgegenüber die Serie De Rode Ridder (deutsch unter dem Titel Der Rote Ritter zunächst im Harro Knersch Verlag, später bei Wick Comics) angesiedelt. Hauptfigur dieser seit 1959 publizierten Serie ist der Ritter Johan. Vandersteen lieferte hier lediglich die Szenarien. Als Zeichner fungierten unter anderem Karel Verschuere und Eduard De Rop.
1965 wurde Vandersteen durch einen Mitarbeiter von Standaard, Henk van der Heyden, darauf aufmerksam gemacht, dass die Rechte an »Biggles«, einer Romanreihe des Autors William Earl Johns um einen Piloten und Abenteurer, frei geworden waren. Diese Romanreihe erschien seit 1932 und zählte 1965 bereits mehr als 80 Titel. Vandersteen erdachte nun die Szenarien für Biggles, während Karel Verschuere und später Karel Biddeloo für die Zeichnungen zuständig waren. Karel Biddeloo war es auch, der ab 1969 die Szenarien Vandersteens für die in Afrika spielende Serie Safari (deutsch im Rädler Verlag) zeichnerisch umsetzte.

### Robert und Bertrand
Seit Vandersteen in seiner Jugend den Roman Robert en Bertrand von Raf Verhulst gelesen hatte, spielte er immer wieder mit dem Gedanken, diese Figuren in Comicform zu gießen. 1972 war es schließlich soweit. Die erste Geschichte von Robert und Bertrand, Mysterie op Rozendael, erschien ab dem 30. November 1972 in der Tageszeitung De Standaard. In der Geschichte, die Ende des 19. Jahrhunderts spielt, werden neben den beiden Landstreichern Robert und Bertrand auch gleich zwei weitere Figuren eingeführt, die in der Serie immer wieder auftreten sollten: Nummer 17, ein Polizist, und Joeki, ein Waisenkind aus Moldawien.
Bis 1985 gestaltete Vandersteen 67 Geschichten um die beiden Figuren, bevor er die Serie an Marck Meul (Text) und Ron van Riet (Zeichnungen) weitergab. Das 16. Abenteuer, De Stakingbrecher, gewann 1977 auf dem Comicfestival in Angoulême den Preis für das beste nicht französischsprachige Album.

### Die Geusen
Nachdem Vandersteen die Verantwortung für Robert en Bertrand abgegeben hatte, begann er 1985 mit einem Werk über die Geusen und den Achtzigjährigen Krieg. Bereits 1954/55 hatte er sich dieser Zeit mit dem Zweiteiler Tijl Uilenspiegel (deutsch 1980/81 bei Becker & Knigge) gewidmet. Hauptfiguren von De Geuzen sind der Troubadour und Freiheitskämpfer Hannes, die Bauerntochter Veerle und der Knecht Tamme. Als Besonderheit wurde am Ende jeden Albums eine Radierung von Pieter Bruegel reproduziert.
Bis zu seinem Tod im Jahr 1990 stellte Vandersteen zehn albenlange Geschichten fertig. Die Serie wurde auf ausdrücklichen Wunsch Vandersteens nach seinem Tod nicht fortgesetzt.

## Weitere Comics von Willy Vandersteen (Auswahl)
Außer den im vorherigen Absatz genannten Arbeiten zeichnete und textete Vandersteen eine Fülle weiterer Comics, von denen hier exemplarisch einige genannt werden sollen:
- De avonturen van Judi, ab 1952
- Jerom (dt. Wastl), ab 1960
- Pats, ab 1974
- Schanulleke, ab 1986

Außerdem erscheint bei Adhemar seit 2012 unter dem Titel Uit de archieven van Willy Vandersteen eine Reihe mit kürzeren Arbeiten Vandersteens aus den 1940er und 1950er Jahren.